# Рента государственная
Госуда́рственная ре́нта — особый вид государственного займа, по которому государство принимает на себя обязательство уплачивать ежегодно или в более короткие сроки определённый доход (ренту) на заимствованный капитал.

## История
Возникла впервые во Франции при Франциске I, эдиктом которого 15 октября 1522 года созданы были фр. rentes de l’hótel de Ville de France. Более или менее значительное распространение она получила не ранее конца XVIII и начала XIX вв., по мере развития и упрочения государственного кредита.